# ГЕС Джебба
ГЕС Джебба — гідроелектростанція у західній частині Нігерії. Знаходячись після ГЕС Каїнджі, становить нижній ступінь каскаду на річці Нігер (дренує велику частину Західної Африки та впадає у Гвінейську затоку).
В район ГЕС Джебба праву частину русла Нігеру перекриває кам'яно-накидна гребля із земляним ядром висотою 42 метри та довжиною 670 метрів, котра потребувала 3,22 млн м3 матеріалу. Після розташованого по центру судноплавного шлюза починається бетонна частина, біля підніжжя якої знаходиться машинний зал. Разом з двома допоміжними греблями споруда утримує водосховище із площею поверхні 360 км2 та об'ємом 3880 млн м3.
Машинний зал обладнали шістьма турбінами типу Каплан, які при чистому напорі у 27,6 метра мають потужність 96,4 МВт (при максимальному чистому напорі у 29,3 метра показник сягає 102 МВт).
Видача продукції відбувається по ЛЕП, що працює під напругою 330 кВ.
У 2013-му станцію, як і розташовану вище по тічії ГЕС Каїнджі, передали на 20 років у концесію компанії Mainstream Energy Solutions Limited (MESL). На той час їхня сукупна фактична потужність становила чверть від номінальної. За три роки цей показник вдалося підвищити до 60 %.